# Agatarco

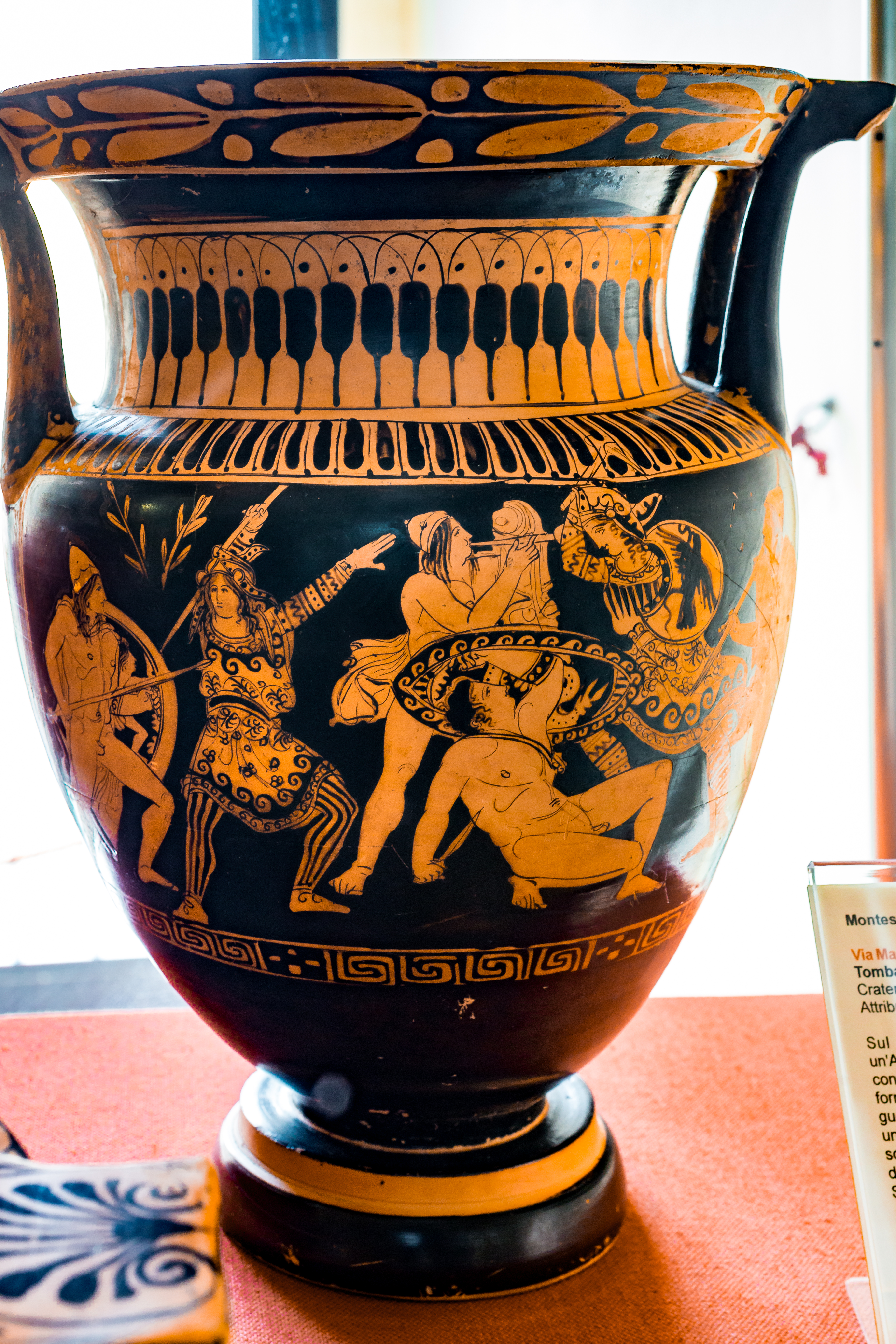
Le prospettive del coevo Pittore di Pronomos, sarebbero secondo la critica ispirate alla prospettiva dei perduti dipinti di Agatarco di Samo

Agatarco (in greco antico: Ἀγάθαρχος?, in latino: Agatharchus; 490-480 a.C. – 420-415 a.C.) è stato un pittore greco antico.

## Biografia
Agatarco, figlio di Eudemo di Samo, forse era isolano di nascita anch'egli, ma visse ad Atene.
Non si conosce la formazione di Agatarco, ma Vitruvio, nella prefazione al settimo libro, ne ricorda le scenografie eseguite per Eschilo. Altre fonti ne ricordano i virtuosistici, ma decorativi, dipinti eseguiti per la casa di Alcibiade.
I rapporti con il drammaturgo e l'uomo politico ne delineano gli estremi biografici e l'attività, benché di quest'ultima si riesca a dedurre poco.

## Opere
A proposito delle scenografie, il pittore avrebbe compilato un trattato che sarebbe poi servito di esempio ad Anassagora e Democrito per i loro libri sulla prospettiva.